# Taraš
Taraš (cyr. Тараш) – wieś w Serbii, w Wojwodinie, w okręgu środkowobanackim, w mieście Zrenjanin. W 2011 roku liczyła 1009 mieszkańców.